# 霍淑珍
霍淑珍（？—），中华人民共和国政治人物、外交官。

## 生平
2000年，霍淑珍接替王珍，担任中华人民共和国驻乌拉圭大使。2003年，霍淑珍由王永占接任。